# Serguei Nóvikov
Serguei Nóvikov (rus: Сергей Петрович Новиков)  (Nijni Nóvgorod, 20 de març de 1938 - Moscou, 6 de juny de 2024) va ser un matemàtic rus conegut pels seus treballs sobre la topologia algebraica i la teoria del solitó.
Fill de pares matemàtics, va entrar a la Universitat Estatal de Moscou el 1955, graduant-se cinc anys després. En aquesta època va rebre un premi per a matemàtics joves de la Societat Matemàtica de Moscou i va aconseguir l'equivalent a un doctorat. El 1966 va ser designat membre de l'Acadèmia de les Ciències de l'URSS. En 1984 va ser elegit també membre de l'Acadèmia sèrbia de Ciències i Arts. Des de 2004 va ser cap del Departament de Geometria i Topologia de l'Institut Steklov de Matemàtiques. El 1967 va rebre el Premi Lenin, el 1970 la Medalla Fields, el 1981 la Medalla Lobatxevski i en 2005 el Premi Wolf.